# Trachyglanis
Trachyglanis es un género de peces de la familia Amphiliidae en el orden de los Siluriformes.

## Especies
Las especies de este género son:
- Trachyglanis ineac (Poll, 1954)
- Trachyglanis intermedius Pellegrin, 1928
- Trachyglanis minutus Boulenger, 1902
- Trachyglanis sanghensis Pellegrin, 1925